# Wiceprezydenci Kazachstanu
Wiceprezydent Republiki Kazachstanu – stanowisko, które istniało od 1991 do 1996 roku w Republice Kazachstanu. Pierwszą i jedyną osobą, która zajmowała takie stanowisko, był Jeryk Asanbajew. Został on powołany na ten urząd 16 grudnia 1991 r. przez pierwszego prezydenta Kazachstanu Nursułtana Nazarbajewa, a 22 lutego 1996 r. został odwołany ze stanowiska.

## Chronologiczna lista
| # | Imię i Nazwisko             | Portret | Kadencja        | Kadencja       | Partia polityczna | Partia polityczna |
| # | Imię i Nazwisko             | Portret | Od              | Do             | Partia polityczna | Partia polityczna |
| - | --------------------------- | ------- | --------------- | -------------- | ----------------- | ----------------- |
| 1 | Jeryk Asanbajew (1936–2004) |         | 16 grudnia 1991 | 22 lutego 1996 |                   | Bezpartyjny       |